# پرو (حوزه سرشماری)، نیویورک
پرو (به انگلیسی: Peru) یک منطقهٔ مسکونی در ایالات متحده آمریکا است که در شهرستان کلینتون، نیویورک واقع شده‌است. پرو ۴٫۱ کیلومتر مربع مساحت و ۱٬۵۹۱ نفر جمعیت دارد و ۱۰۲ متر بالاتر از سطح دریا واقع شده‌است.